# Universale Economica Feltrinelli dal 401 al 500

## Dal n. 401 al n. 500
- I 100 precedenti: Universale Economica Feltrinelli dal 301 al 400

| Universale Economica Feltrinelli |                                 | |                                          |
|                                  |                                 | |                                          |
|                                  | Sezione                         | Titolo | Autore                                   |
| 401                              | Narrativa                       | Facile da usare: racconti in continuità                                                                                 | Oreste Del Buono                         |
| 402                              | Narrativa                       | Le acque della luna | Maurice Shadbolt                         |
| 403                              | Saggi                           | La memoria | Ian Melville Logan Hunter                |
| 404                              | Scrittori d'oggi                | L'intrusa | Rolando Cristofanelli                    |
| 405                              | Memoria                         | La puzza al naso: esperienze di uno scrittore al servizio del Foreign Office                                            | Lawrence Durrell                         |
| 406                              | Poesia                          | Poesie e il dialogo L'anima e la danza, trad. di Beniamino Dal Fabbro                                                   | Paul Valéry                              |
| 407                              | Saggi                           | Asia al bivio | Michael Edwardes                         |
| 408                              | Narrativa                       | I violini di Saint-Jacques: un racconto delle Antille                                                                   | Patrick Leigh Fermor                     |
| 409                              | Narrativa                       | La catena attorno al collo: appunti di una giovane arrabbiata tedesca                                                   | Ute Erb                                  |
| 410                              | Narrativa                       | Giorni memorabili vol. I                                                                                                | John Dos Passos                          |
| 411                              | Narrativa                       | Giorni memorabili vol. II                                                                                               | John Dos Passos                          |
| 412                              | Narrativa                       | Noi, prefazione di Ettore Lo Gatto                                                                                      | Evgenij Ivanovič Zamjatin                |
| 413                              | Saggi                           | L'essenza del Cristianesimo, prefazione di Antonio Banfi                                                                | Ludwig Feuerbach                         |
| 414                              | Biblioteca di classici italiani | Autobiografia, lettere e altri scritti, vol. I, a cura di Gennaro Savarese                                              | Antonio Genovesi                         |
| 415                              | Biblioteca di classici italiani | Autobiografia, lettere e altri scritti, vol. II                                                                         | Antonio Genovesi                         |
| 416                              | Narrativa                       | Il Gattopardo | Giuseppe Tomasi di Lampedusa             |
| 417                              | Vite Narrate                    | Vita di Galileo Galilei                                                                                                 | Antonio Banfi                            |
| 418                              | Saggi                           | Ragazzi delinquenti: una penetrante analisi sociologica della cultura della gang                                        | Albert K. Cohen                          |
| 419                              | Biblioteca di classici italiani | Della moneta e scritti inediti, vol. I, a cura di Alberto Merola, introduzione di Alberto Caracciolo                    | Ferdinando Galiani                       |
| 420                              | Biblioteca di classici italiani | Della moneta e scritti inediti, vol. II                                                                                 | Ferdinando Galiani                       |
| 421                              | Scrittori d'oggi                | Alba e non alba | Luigi Di Jacovo                          |
| 422                              | Narrativa                       | L'incidente | Anne Rives                               |
| 423                              | Memoria                         | Aldo dice: 26 per 1. Cronistoria del 25 aprile 1945                                                                     | Pietro Secchia                           |
| 424                              | Saggi                           | Storia del concetto di spazio, premessa di Albert Einstein                                                              | Max Jammer                               |
| 425                              | Scrittori d'oggi                | Viale Bianca Maria | Rodolfo Celletti                         |
| 426                              | Scrittori d'oggi                | Esame di riparazione | Piero Spalletti                          |
| 427                              | Saggi                           | Il lungo viaggio attraverso il fascismo: contributo alla storia di una generazione, vol. I                              | Ruggero Zangrandi                        |
| 428                              | Saggi                           | Il lungo viaggio attraverso il fascismo: contributo alla storia di una generazione, vol. II                             | Ruggero Zangrandi                        |
| 429                              | Saggi                           | Il lungo viaggio attraverso il fascismo: contributo alla storia di una generazione, vol. III                            | Ruggero Zangrandi                        |
| 430                              | Narrativa                       | Il fabbricone | Giovanni Testori                         |
| 431                              | Varia                           | Grammatica del successo                                                                                                 | Mark Caine                               |
| 432                              | Scrittori d'oggi                | La scelta | Angelo Del Boca                          |
| 433                              | Narrativa                       | Il re della pioggia | Saul Bellow                              |
| 434                              | Saggi                           | Opere filosofiche, a cura di Paolo Rossi                                                                                | Denis Diderot                            |
| 435                              | Narrativa                       | Casa Howard, vol. I, prefazione di Agostino Lombardo, con un saggio di Virginia Woolf                                   | Edward Morgan Forster                    |
| 436                              | Narrativa                       | Casa Howard, vol. II | Edward Morgan Forster                    |
| 437                              | Biblioteca di classici italiani | I miei ricordi, parte I, a cura di Massimo Legnani                                                                      | Massimo d'Azeglio                        |
| 438                              | Biblioteca di classici italiani | I miei ricordi, parte II                                                                                                | Massimo d'Azeglio                        |
| 439                              | Narrativa                       | Il buon soldato Sc'vèik, parte II                                                                                       | Jaroslav Hašek                           |
| 440                              | Saggi                           | La rivoluzione sessuale                                                                                                 | Wilhelm Reich                            |
| 441                              | Saggi                           | Psicologia delle classi sociali, prefazione di Georges Friedmann                                                        | Maurice Halbwachs                        |
| 442                              | Cinema                          | Film 1963, vol. I | Vittorio Spinazzola (a cura di)          |
| 443                              | Cinema                          | Film 1963, vol. II | Vittorio Spinazzola (a cura di)          |
| 444                              | Narrativa                       | Il dottor Živago, vol. I                                                                                                | Boris Leonidovič Pasternak               |
| 445                              | Narrativa                       | Il dottor Živago, vol. II                                                                                               | Boris Leonidovič Pasternak               |
| 446                              | Saggi                           | Il Nazionalsocialismo, vol. I                                                                                           | W. Hofer                                 |
| 447                              | Saggi                           | Il Nazionalsocialismo, vol. II                                                                                          | W. Hofer                                 |
| 448                              | Narrativa                       | Il disertore | Giuseppe Dessì                           |
| 449                              | Narrativa                       | La scure di Wandsbek | Arnold Zweig                             |
| 450                              | Narrativa                       | La mia Africa | Karen Blixen                             |
| 451                              | Saggi                           | L'intelligenza | Gaston Viaud                             |
| 452                              | Biblioteca di classici italiani | Legazioni e commissarie, vol. I, a cura di Sergio Bertelli                                                              | Niccolò Machiavelli                      |
| 453                              | Biblioteca di classici italiani | Legazioni e commissarie, vol. II                                                                                        | Niccolò Machiavelli                      |
| 454                              | Biblioteca di classici italiani | Legazioni e commissarie, vol. III                                                                                       | Niccolò Machiavelli                      |
| 455                              | Narrativa                       | Il sole si spegne | Osamu Dazai                              |
| 456                              | Saggi                           | L'universo: pianeti, stelle e galassie, parte I                                                                         | Margherita Hack                          |
| 457                              | Saggi                           | L'universo: pianeti, stelle e galassie, parte II                                                                        | Margherita Hack                          |
| 458                              | Biblioteca di classici italiani | Del piacere e del dolore ed altri scritti di filosofia ed economia, a cura di Renzo De Felice                           | Pietro Verri                             |
| 459                              | Narrativa                       | Il buio oltre la siepe                                                                                                  | Harper Lee                               |
| 460                              | Narrativa                       | La legge | Roger Vailland                           |
| 461                              | Biblioteca di classici italiani | Le poesie, vol. I, a cura di Carla Guarisco, introduzione di Gennaro Barbarisi                                          | Carlo Porta                              |
| 462                              | Biblioteca di classici italiani | Le poesie, vol. II | Carlo Porta                              |
| 463                              | Documenti                       | Il Nazionalsocialismo: documenti 1933-45                                                                                | Walter Hofer                             |
| 464                              | Varia                           | L'italiano facile: guida allo scrivere e al parlare                                                                     | Franco Fochi                             |
| 465                              | Saggi                           | Sogno, ipnosi e suggestione nelle interpretazioni delle moderne teorie psicologiche                                     | Francesco Parenti e Francesco Fiorenzola |
| 466                              | Poesia                          | I fiori del male - I relitti - Supplemento ai Fiori del male, a cura di Luigi de Nardis, introduzione di Erich Auerbach | Charles Baudelaire                       |
| 467                              | Saggi                           | L'immagine della fisica moderna                                                                                         | Pascual Jordan                           |
| 468                              | Narrativa                       | L'ammutinamento del Bounty                                                                                              | John David Barrow                        |
| 469                              | Noir                            | Un delitto di classe | John Le Carré                            |
| 470                              | Saggi                           | Storia dell'idea del progresso, prefazione di Pietro Rossi                                                              | John Bagnell Bury                        |
| 471                              | Narrativa                       | L'ultimo dei giusti | André Schwarz-Bart                       |
| 472                              | Saggi                           | Origine e divenire del cosmo                                                                                            | James A. Coleman                         |
| 473                              | Noir                            | Scompartimento omicidi                                                                                                  | Sébastien Japrisot                       |
| 474                              | Noir                            | Dodici racconti del terrore vietati alla tv                                                                             | Alfred Hitchcock (a cura di)             |
| 475                              | Biblioteca di classici italiani | Il teatro e tutti gli scritti letterari, a cura di Franco Gaeta                                                         | Niccolò Machiavelli                      |
| 476                              | Documenti                       | Le italiane si confessano, presentazione di Pier Paolo Pasolini, prefazione di Cesare Zavattini                         | Gabriella Parca (a cura di)              |
| 477                              | Narrativa                       | Tom Jones, vol. I, introduzione di William Empson                                                                       | Henry Fielding                           |
| 478                              | Narrativa                       | Tom Jones, vol. II | Henry Fielding                           |
| 479                              | Narrativa                       | I Buddenbrook: decadenza di una famiglia                                                                                | Thomas Mann                              |
| 480                              | Saggi                           | La Rivoluzione francese: 1788-92, a cura di Franco Venturi                                                              | Gaetano Salvemini                        |
| 481                              | Narrativa                       | I sotterranei del Vaticano                                                                                              | André Gide                               |
| 482                              | Poesia                          | Opere, a cura di Ivos Margoni                                                                                           | Arthur Rimbaud                           |
| 483                              | Saggi                           | Il totemismo oggi | Claude Lévi-Strauss                      |
| 484                              | Narrativa                       | La morte a Venezia - Tonio Kröger - Tristano, trad. di Enrico Filippini, postfazione di Furio Jesi                      | Thomas Mann                              |
| 485                              | Biblioteca di classici italiani | I sonetti, vol. I, a cura di Maria Teresa Lanza, introduzione di Carlo Muscetta                                         | Giuseppe Gioachino Belli                 |
| 486                              | Biblioteca di classici italiani | I sonetti, vol. II | Giuseppe Gioachino Belli                 |
| 487                              | Biblioteca di classici italiani | I sonetti, vol. III | Giuseppe Gioachino Belli                 |
| 488                              | Biblioteca di classici italiani | I sonetti, vol. IV | Giuseppe Gioachino Belli                 |
| 489                              | Saggi                           | Atlante del mondo d'oggi                                                                                                | Andrew Boyd                              |
| 490                              | Cinema                          | Film 1964 | Vittorio Spinazzola (a cura di)          |
| 491                              | Narrativa                       | L'ufficiale prussiano e altri racconti                                                                                  | D. H. Lawrence                           |
| 492                              | Saggi                           | Capire l'economia | George Lennox Sharman Shackle            |
| 493                              | Noir                            | Altri 13 racconti del terrore                                                                                           | Alfred Hitchcock (a cura di)             |
| 494                              | Noir                            | Sepolcro d'acqua | Pierre Boileau e Thomas Narcejac         |
| 495                              | Saggi                           | Il Saggiatore, a cura di Libero Sosio, prefazione di Giulio Giorello                                                    | Galileo Galilei                          |
| 496                              | Varia                           | Dizionario della Divina Commedia, a cura di Michele Messina                                                             | Giorgio Siebzehner-Vivanti               |
| 497                              | Narrativa                       | L'armata a cavallo | Isaak Babel'                             |
| 498                              | Saggi                           | Perversioni sessuali: psicodinamica e terapia, prefazione di Cesare Musatti                                             | Sándor Lorand e Michael Balint           |
| 499                              | Narrativa                       | I turbamenti dell'allievo Törless, introduzione di Franco Marcoaldi                                                     | Robert Musil                             |
| 500                              | Poesia                          | Faust e Urfaust, vol. I, a cura di Giovanni Vittorio Amoretti                                                           | Johann Wolfgang von Goethe               |

- I 100 successivi: Universale Economica Feltrinelli dal 501 al 600